# Лисенко Роман Анатолійович
Рома́н Анато́лійович Лисе́нко (27 березня 1985, м. Люботин, Харківська область, УРСР — 2 серпня 2023, с. Кліщіївка, Бахмутський район Донецька область, Україна) — український військовослужбовець, старший солдат Збройних сил України, учасник російсько-української війни. Нагороджений Орденом за мужність III ступеня (посмертно).

## Життєпис

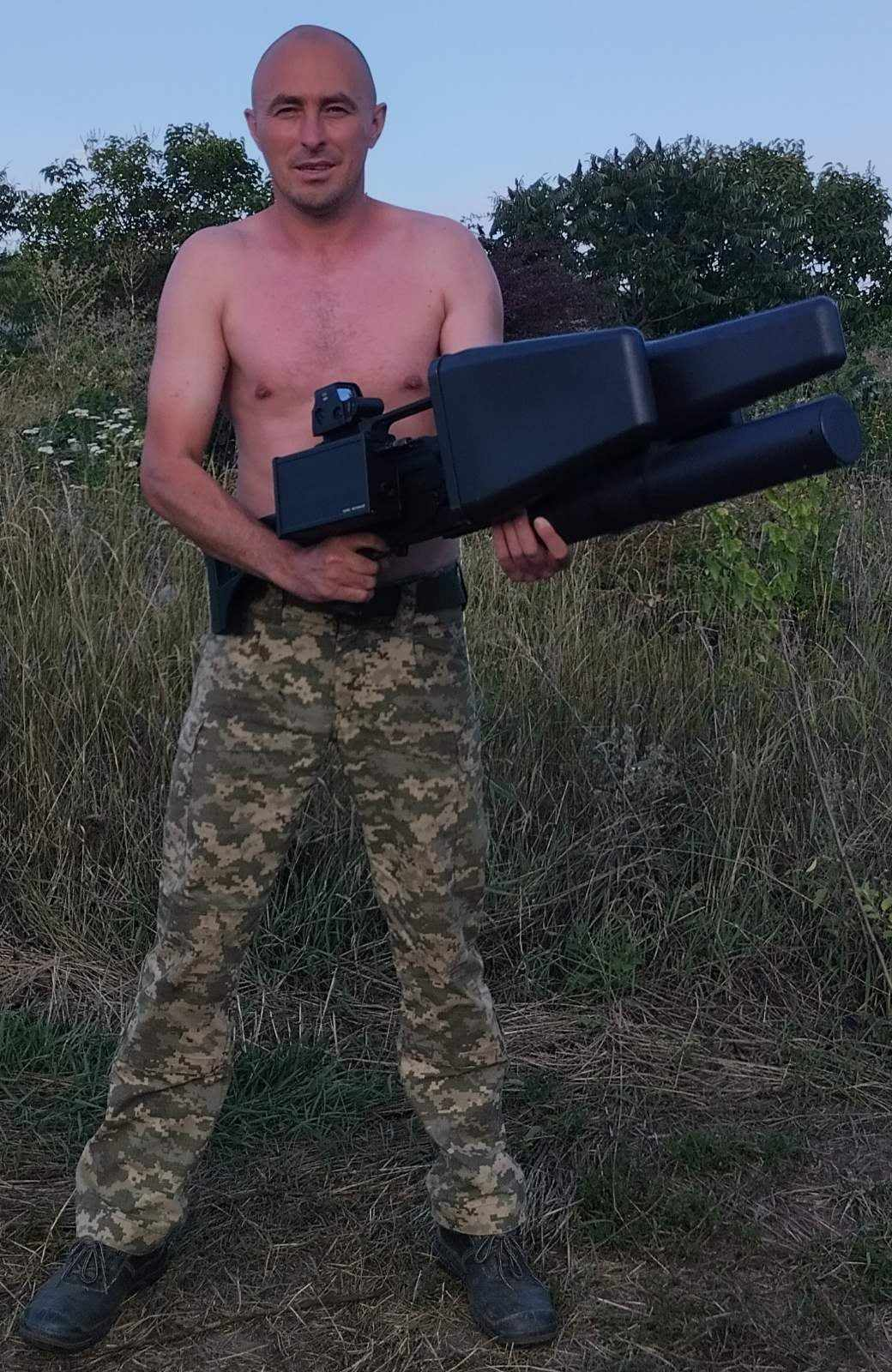
Старший солдат Роман Лисенко з антидроновою_рушницею

Роман Лисенко народився у м. Люботин 27 березня 1985 року. З дитинства професійно займався боксом. Після смерті батьків жив разом зі своїм старшим братом Андрієм. Працював, займався бізнесом. Був головою квартального комітета «Сонячний».
В перші дні повномасштабного вторгнення російської армії в Україну Роман разом Андрієм пішли добровольцами у ряди Збройних сил.
25 лютого 2022 року на своїй сторінці в Фейсбук він написав:
```
"Всі дорослі, відповідальні, усвідомлені громадяни повинні взяти участь у збереженні незалежності та цілісності нашої країни. Хто як і чим зможе, а чоловіки повинні записуватися в тероборону. Та виконувати свій обов'язок, щоб потім не було соромно. Мені теж є багато чого втрачати. Разом ми сила!"
[
3
]
```

Служив у 92 окремій штурмовій бригаді імені кошового отамана Івана Сірка на посаді головного сержанта 2 взводу 9 роти 3 механізованого батальйону. У складі свого підрозділу брав участь у боях за Харків. Влітку 2023 року брав участь у наступі українських сил під Бахмутом в районі Кліщіївки. Роман геройськи загинув у бою 2 серпня 2023 року. Чин за загиблим відбувся 11 серпня на Алеї слави на Новому кладовищі м. Люботин.

## Нагороди
Указами Президента України від 27 грудня 2023 року № 855/2023 та від 10 листопада 2023 року № 746/2023 «Про відзначення державними нагородами» за особисту мужність, виявлену у захисті державного суверенітету та територіальної цілісності України, самовіддане виконання військового обов'язку, нагороджено орденом «За мужність» ІІІ ступеня Лисенко Романа Анатолійовича (посмертно).
Розпорядженням Харківської обласної військової адміністрації від 26.07.2024 року № 514 "В", вулиця Глінки була перейменована на вулицю Романа Лисенка.